# Alicia Cañas Zañartu
Alicia Cañas Zañartu, född 1901, död 2002, var en chilensk politiker.
Hon valdes 1935 till borgmästare i Providencia och den första kvinnliga borgmästaren i Chile.  